# Francis Ngannou
Francis Zavier Ngannou (Batié, 5 settembre 1986) è un artista marziale misto e pugile camerunese con cittadinanza francese.
Combatte nella divisione dei pesi massimi per la promozione statunitense PFL. Ha combattuto nella divisione dei pesi massimi per l'organizzazione statunitense UFC fino al 2023, nella quale è stato campione in carica, avendo detronizzato Stipe Miocic a UFC 260 .

## Biografia
Ngannou è nato nel villaggio di Batiè, in Camerun, è cresciuto in una famiglia povera, per la quale già a dodici anni doveva provvedere lavorando in una cava di sabbia. Da ragazzo venne avvicinato da diverse bande criminali del villaggio che gli chiesero di unirsi a loro, ma grazie alla fama da combattente di strada del padre riuscì a declinare.
All'età di ventidue anni comincia ad allenarsi nel pugilato, nonostante la riluttanza della famiglia, ma dopo un anno deve interrompere a causa di alcuni problemi di salute. Fino a ventisei anni compie diversi lavori umili per sostenere la famiglia finché non decide di trasferirsi a Parigi (cosa dovuta al fatto che nel suo paese non c'era una palestra per allenarsi) per diventare un pugile professionista. I primi tempi nella capitale francese sono anch'essi segnati da una povertà estrema finché, nell'agosto del 2013, non si unisce alla palestra MMA Factory, venendo introdotto nella nuova disciplina dall'allenatore Fernand Lopez Owonyebe.

## Caratteristiche tecniche
Ngannou è un lottatore che predilige la lotta in piedi, dove è solito mettere in mostra un ampio bagaglio di combinazioni e un'ottima base nel pugilato, sfruttando la sua grande potenza fisica e un'altrettanto notevole resistenza; è per questo noto grazie alla notevole capacità di mandare knockout gli avversari. Tra i suoi colpi preferiti figurano ganci e montanti, grazie ai quali ha ottenuto gran parte delle sue vittorie. Dispone inoltre di una buona abilità nelle sottomissioni, avendo migliorato sensibilmente le sue abilità nel wrestling.
Nel 2017 ha stabilito il record di potenza alla punching machine raggiungendo la cifra di 129.161 unità, superando il precedente record di 122.000 segnato dal campione di kickboxing Tyrone Spong.

## Carriera nelle arti marziali miste

### Ultimate Fighting Championship
Con un record di 5-1 ottenuto in federazioni minori europee, Ngannou debutta in UFC il 19 dicembre 2015 affrontando il brasiliano Luis Henrique a UFC on Fox 17: il camerunense otterrà la vittoria per KO al secondo round. Il 10 aprile 2016 combatte contro Curtis Blaydes all'evento UFC Fight Night 86, imponendosi per KO tecnico al termine del secondo round. Per il suo terzo match gli viene assegnato un altro sfidante dall'esperienza limitata: si tratta di Bojan Mihajlović, affrontato il 23 luglio seguente a UFC on Fox 20. Il camerunense avrà di nuovo la meglio tramite KO tecnico alla prima ripresa. Il 9 dicembre Ngannou affronta lo statunitense Anthony Hamilton in occasione di UFC Fight Night 102, dove trionfa via sottomissione alla prima ripresa.
Con quattro vittorie in altrettanti incontri, la UFC alza il livello degli avversari per il camerunense e infatti il 28 gennaio 2017 Ngannou affronta l'ex campione dei pesi massimi Andrei Arlovski: dopo poco più di un minuto Ngannou mette a segno un potente gancio destro, mandando KO il suo avversario e ottenendo il premio Performance of the Night. Viene quindi scelto come avversario di un altro ex campione, Junior dos Santos, per UFC 215, ma la positività del brasiliano all'anti-doping porterà all'annullamento del match.
Il 2 dicembre dello stesso anno, a UFC 218, Ngannou miete un'altra vittima illustre mettendo KO al primo round con un tremendo montante sinistro l'ex campione Strikeforce e K-1 Alistair Overeem: la prestazione, giudicata "KO dell'anno" per il 2017 da diverse testate specializzate, gli vale un altro riconoscimento come Performance of the Night e gli consente di strappare all'olandese lo status di contendente numero uno al titolo detenuto da Stipe Miočić. L'incontro tra i due viene sancito per il 20 gennaio 2018 a UFC 220, ma Ngannou viene sconfitto per decisione unanime alla fine dei cinque round, dopo una prestazione poco esaltante.
Il 7 luglio 2018 combatte contro Derrick Lewis perdendo per decisione unanime: l'incontro, che aveva generato molta attesa data la fama di artisti del KO di entrambi gli atleti, si rivela invece una delusione totale e il match viene giudicato uno dei peggiori in assoluto nella storia della divisione più pesante della UFC. Il 24 novembre torna alla vittoria battendo per la seconda volta in carriera Blaydes per KO tecnico dopo soli quarantacinque secondi, ottenendo il terzo riconoscimento come Perfomance of the Night. Il 17 febbraio 2019 sconfigge un altro ex campione dei pesi massimi UFC, il rientrante Cain Velasquez, nel primo evento UFC trasmesso da ESPN: The Predator si impone per KO dopo soli ventisei secondi. Il 29 giugno miete un'altra vittima illustre per KO alla prima ripresa, ovvero l'ex campione dei pesi massimi Junior dos Santos, ottenendo un altro riconoscimento come Performance of the Night, mentre il 9 maggio 2020 vince a soli 20 secondi dalla prima ripresa per KO contro Jairzinho Rozenstruik, ottenendo ancora una volta il riconoscimento di Performance of the Night.

#### Campione dei pesi massimi UFC (2021-2023)
Il 27 marzo 2021 ottiene la rivincita contro Miocic con in palio il titolo dei pesi massimi nel main event di UFC 260: dopo poco meno di un minuto dall'inizio della seconda ripresa, Ngannou mette a segno una tremenda combinazione al volto di Miocic che porta alla vittoria per KO del camerunense e alla conquista del titolo. Anche in questa occasione, l'incontro viene premiato con il riconoscimento del Performance of the Night.
Ad UFC 270 affronta il campione ad interim Cyril Gane, suo ex partner di sparring, vincendo per decisione unanime e infliggendo così la prima sconfitta in carriera per il francese. In quest'occasione Ngannou mette in mostra notevoli miglioramenti nella lotta a terra già in parte mostrati nello scontro con Miocic. Nell'intervista al termine incontro dichiara inoltre di star riflettendo sul proprio futuro, in merito a un suo possibile passaggio dalle arti marziali miste al pugilato. Successivamente annuncia di rendere vacante il titolo dei pesi massimi a seguito del mancato accordo per il rinnovo con la UFC.

### Professional Fighters League
Dopo il mancato rinnovo del proprio contratto con la UFC, Il 16 Maggio 2023 Ngannou entra a far parte della Professional Fighters League (PFL) con un contratto multi-combattimento.

## Carriera nella boxe

### Ngannou vs. Fury
Ngannou ha affrontato l'imbattuto campione dei pesi massimi WBC Tyson Fury in un incontro di boxe professionistico annunciato come "Battle of the Baddest" il 28 ottobre 2023 a Riad, Arabia Saudita. Ngannou è stato in grado di mandare al tappeto Fury nel terzo round, portando la lotta fino ai cartellini, dove i giudici hanno assegnato a Fury la vittoria per decisione non unanime.

### Ngannou vs. Joshua
L'8 marzo 2024, sempre a Riad, Ngannou combatté contro Anthony Joshua, perdendo l'incontro finendo KO al secondo round.

## Risultati nelle arti marziali miste
| Risultato | Record | Avversario            | Metodo                                | Evento                                   | Data              | Round | Tempo | Città                     | 'Note |
| --------- | ------ | --------------------- | ------------------------------------- | ---------------------------------------- | ----------------- | ----- | ----- | ------------------------- | --- |
| Vittoria  | 18-3   | Renan Ferreira        | KO (pugni)                            | PFL Super Fights: Battle of the Giants   | 19 ottobre 2024   | 1     | 3:32  | Riyadh, Arabia Saudita    | Vince l'inaugurale PFL Super Fights Heavyweight Championship.                                                                              |
| Vittoria  | 17-3   | Ciryl Gane            | Decisione (unanime)                   | UFC 270: Ngannou vs. Gane                | 22 gennaio 2022   | 5     | 5:00  | Anaheim, Stati Uniti      | Difende ed unifica il titolo dei pesi massimi UFC. Titolo reso successivamente vacante causa scissione contrattuale di Ngannou con la UFC. |
| Vittoria  | 16-3   | Stipe Miocic          | KO (pugni)                            | UFC 260: Miocic vs. Ngannou 2            | 27 marzo 2021     | 2     | 0:52  | Las Vegas, Stati Uniti    | Vince il titolo dei pesi massimi UFC. Performance of the Night                                                                             |
| Vittoria  | 15-3   | Jairzinho Rozenstruik | KO (pugni)                            | UFC 249: Ferguson vs. Gaethje            | 9 maggio 2020     | 1     | 0:20  | Jacksonville, Stati Uniti | Performance of the Night |
| Vittoria  | 14-3   | Junior dos Santos     | KO tecnico (pugni)                    | UFC on ESPN: Ngannou vs. dos Santos      | 29 giugno 2019    | 1     | 1:11  | Minneapolis, Stati Uniti  | Performance of the Night |
| Vittoria  | 13-3   | Cain Velasquez        | KO (pugni)                            | UFC on ESPN: Ngannou vs. Velasquez       | 17 febbraio 2019  | 1     | 0:26  | Phoenix, Stati Uniti      | |
| Vittoria  | 12-3   | Curtis Blaydes        | KO tecnico (pugni)                    | UFC Fight Night: Blaydes vs. Ngannou 2   | 24 novembre 2018  | 1     | 0:45  | Pechino, Cina             | Performance of the Night |
| Sconfitta | 11-3   | Derrick Lewis         | Decisione (unanime)                   | UFC 226: Miocic vs. Cormier              | 6 luglio 2018     | 3     | 5:00  | Las Vegas, Stati Uniti    | |
| Sconfitta | 11-2   | Stipe Miočić          | Decisione (unanime)                   | UFC 220: Miocic vs. Ngannou              | 20 gennaio 2018   | 5     | 5:00  | Boston, Stati Uniti       | Per il titolo dei pesi massimi UFC |
| Vittoria  | 11-1   | Alistair Overeem      | KO (pugni)                            | UFC 218: Holloway vs. Aldo 2             | 2 dicembre 2017   | 1     | 1:42  | Detroit, Stati Uniti      | |
| Vittoria  | 10-1   | Andrei Arlovski       | KO tecnico (pugni)                    | UFC on Fox: Shevchenko vs. Peña          | 28 gennaio 2017   | 1     | 1:32  | Denver, Stati Uniti       | Performance of the Night |
| Vittoria  | 9-1    | Anthony Hamilton      | Sottomissione (kimura)                | UFC Fight Night: Lewis vs. Abdurakhimov  | 9 dicembre 2016   | 1     | 1:57  | Albany, Stati Uniti       | Performance of the Night |
| Vittoria  | 8-1    | Bojan Mihajlovic      | KO tecnico (pugni)                    | UFC on Fox: Holm vs. Shevchenko          | 23 luglio 2016    | 1     | 1:34  | Chicago, Stati Uniti      | |
| Vittoria  | 7-1    | Curtis Blaydes        | KO tecnico (stop medico)              | UFC Fight Night: Rothwell vs. dos Santos | 10 aprile 2016    | 2     | 5:00  | Zagabria, Croazia         | |
| Vittoria  | 6-1    | Luis Henrique         | KO (pugno)                            | UFC on Fox: dos Anjos vs. Cerrone 2      | 19 dicembre 2015  | 2     | 2:53  | Orlando, Stati Uniti      | Debutto in UFC |
| Vittoria  | 5-1    | William Baldutti      | KO tecnico (gomitate e pugni)         | KHK MMA National Tryouts: Finale 2015    | 28 maggio 2015    | 2     | 2:11  | Madinat 'Isa, Bahrain     | |
| Vittoria  | 4-1    | Luc Ngeleka           | Sottomissione (ghigliottina in piedi) | SHC 10: Carvalho vs. Belo                | 20 settembre 2014 | 1     | 0:44  | Ginevra, Svizzera         | |
| Vittoria  | 3-1    | Nicholas Specq        | Sottomissione (triangolo di braccio)  | 100% Fight 20: Comeback                  | 30 novembre 2013  | 2     | 2:10  | Levallois-Perret, Francia | |
| Vittoria  | 2-1    | Bilal Tahtai          | KO (pugno)                            | 100% Fight 20: Comeback                  | 5 aprile 2014     | 1     | 3:58  | Levallois-Perret, Francia | |
| Sconfitta | 1-1    | Zoumana Cisse         | Decisione (unanime)                   | 100% Fight: Contenders 21                | 14 dicembre 2013  | 2     | 5:00  | Parigi, Francia           | |
| Vittoria  | 1-0    | Rachid Benzina        | Sottomissione (armbar)                | 100% Fight: Contenders 20                | 30 novembre 2013  | 1     | 1:44  | Parigi, Francia           | |

## Risultati nella boxe
| Risultato | Record | Avversario     | Metodo | Data            | Round  | Città                | Note |
| --------- | ------ | -------------- | ------ | --------------- | ------ | -------------------- | ---- |
| Sconfitta | 0-2    | Anthony Joshua | KO     | 8 marzo 2024    | 2 (10) | Riad, Arabia Saudita |      |
| Sconfitta | 0-1    | Tyson Fury     | SD     | 28 ottobre 2023 | 10     | Riad, Arabia Saudita |      |

## Filmografia
- Fast & Furious 9 - The Fast Saga (F9: The Fast Saga), regia di Justin Lin (2021)
- Jackass Forever, regia di Jeff Tremaine (2022)